# Каменная (приток Яндырки)
Каменная — река в России, протекает по Карталинскому району Челябинской области. Устье реки находится в 13 км по левому берегу Яндырки. Длина реки составляет 12 км.

## Данные водного реестра
По данным государственного водного реестра России относится к Иртышскому бассейновому округу, водохозяйственный участок реки — Тобол от истока до впадения реки Уй, без реки Увелька, речной подбассейн реки — Тобол. Речной бассейн реки — Иртыш.
Код объекта в государственном водном реестре — 14010500212111200000423.